# Patinella verrucaria
Patinella verrucaria är en mossdjursart som först beskrevs av Carl von Linné den yngre 1758.  Patinella verrucaria ingår i släktet Patinella och familjen Lichenoporidae. Inga underarter finns listade i Catalogue of Life.